# Асоціація міжнародних марафонів і пробігів
Асоціація міжнародних марафонів і пробігів (англ. Association of International Marathons and Distance Races, AIMS) — легкоатлетична асоціація, марафонів і пробігів, створена в травні 1982 року. Об'єднує 28 марафонів у світі. Штаб-квартира від січня 2011 року базується в місті Афіни, Греція.

## Цілі асоціації
- Пропаганда і розвиток бігу у світі;
- Обмін досвідом, знаннями та інформацією між організаторами марафонів і пробігів — членами AIMS.

## Структура
Нині до складу AIMS входять 260 бігових подій з більш ніж 80-ти країн світу. Сама Асоціація є колективним членом Міжнародної асоціації легкоатлетичних федерацій (ІААФ).
Президент AIMS — Хіроакі Чеза, член Президії ІААФ, президент федерації легкої атлетики Японії, член ради директорів спортивної корпорації ASICS. Під керівництвом ІААФ AIMS встановлює стандарти організації та проведення змагань з бігу на довгі дистанції, вимірює і сертифікує їх траси, контролює контрактну діяльність спортсменів-професіоналів, виробляє критерії проведення допінг-контролю, реєструє офіційні результати змагань, визнає рекорди світу і т. д.